# Leadville, New South Wales
Leadville är en ort i Australien. Den ligger i kommunen Warrumbungle Shire och delstaten New South Wales, i den sydöstra delen av landet, omkring 260 kilometer nordväst om delstatshuvudstaden Sydney. Antalet invånare är 185.
Trakten runt Leadville är nära nog obefolkad, med mindre än två invånare per kvadratkilometer.. Närmaste större samhälle är Dunedoo, omkring 15 kilometer väster om Leadville.
I omgivningarna runt Leadville växer huvudsakligen savannskog. Genomsnittlig årsnederbörd är 800 millimeter. Den regnigaste månaden är februari, med i genomsnitt 152 mm nederbörd, och den torraste är oktober, med 17 mm nederbörd.